# Bob Dickinson
Bob Dickinson (n. Sheffield; 1955), teclista, escritor y artista de sonido. Estudió música en las universidades de Sheffield y de Keele de 1973 a 1977. En ese último año atiende a un aviso publicitario solicitando músicos, Howard Devoto estaba en el proceso de formar Magazine; Dickinson se encargaría de los teclados, aunque tan solo llega participar en las primeras giras y luego es solicitado a abandonar el grupo a comienzos de 1978, aunque él es el responsable, junto a Devoto, de componer la canción "Motorcade", que estaría contenida en el álbum "Real Life", lanzado en el dicho año 1978. 
También estuvo en la banda Cabaret Voltaire.